# Vrouwen van Nu

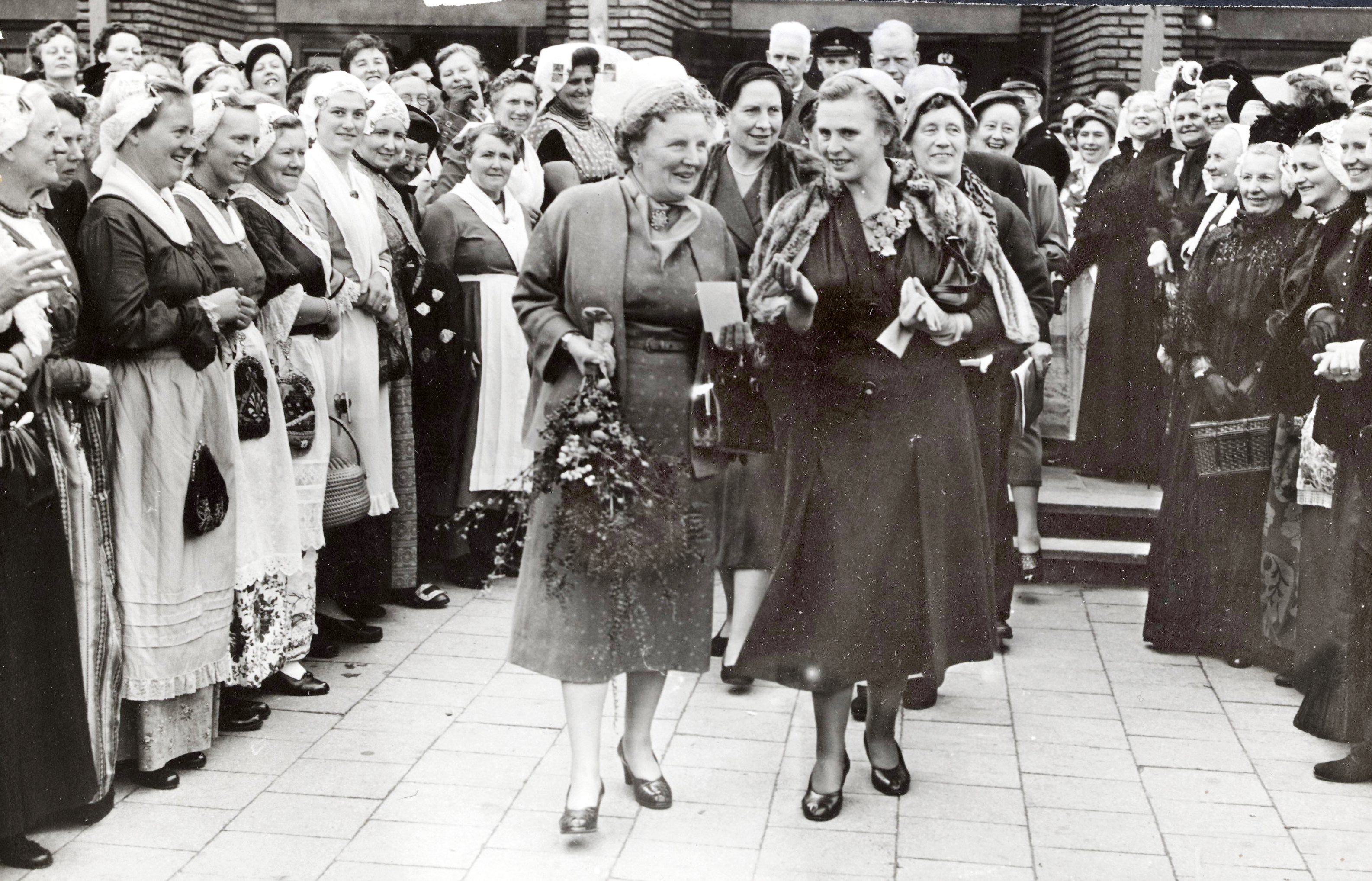
Koningin Juliana is aanwezig bij het 25-jarig jubileum van de Nederlandse Bond van Plattelandsvrouwen (14 oktober 1955)

Vrouwen van Nu is een landelijke vrouwenvereniging in Nederland. De vereniging bestaat uit ruim 500 afdelingen. Deze organiseren uiteenlopende activiteiten voor de leden, zoals cursussen, lezingen, culturele uitjes, sociale ontmoetingen en reizen. De vereniging heeft geen politieke of religieuze achtergrond. 
De vereniging komt voort uit de Nederlandse Bond van Boerinnen en andere Plattelandsvrouwen (opgericht in 1930), die in 1946 haar naam wijzigde in Nederlandse Bond van Plattelandsvrouwen. In 1948 werd Mien Visser voorzitter van de vereniging. In de periode 1951–1959 was Geerda Johanna van Selms een belangrijke stuwende kracht in de ontwikkeling van de vereniging. Later, tot 2017 was Tineke Luijendijk voorzitter, zij werd opgevolgd door Margreet Oostenbrink.
In 2002 veranderde de naam in: NBvP Vrouwen van Nu.
In 1955 werd koningin Juliana (sinds 1980 prinses Juliana) beschermvrouwe van de vereniging. Na haar dood in 2004 werd haar dochter koningin Beatrix (sinds 2013 prinses Beatrix) beschermvrouwe.